# Bavarian Open

Logo des „Bavarian Open Radio“

Bavarian Open war eine Marke für verschiedene Jugendangebote des Bayerischen Rundfunks, welche ab 2008 schrittweise durch die Marke on3 abgelöst wurde.
Der Name Bavarian Open wurde für folgende Angebote verwendet:
- Bavarian Open Festival (später on3-Festival, heute Puls Festival), ein Musikfestival, das vom Zündfunk 2003 erstmals im Funkhaus des Bayerischen Rundfunks veranstaltet wurde und seitdem dort jährlich Ende November bzw. Anfang Dezember stattfindet[1]
- Bavarian Open Air, ein Open-Air-Musikfestival[2]
- Bavarian Open Sessions, eine unregelmäßig stattfindende Studiokonzertreihe im Funkhaus des Bayerischen Rundfunks[3]
- Bavarian Open Word (später on3-Lesereihe, heute Puls Lesereihe), eine Literaturveranstaltungsreihe[4]
- Bavarian Open Radio (später on3-radio, heute Puls), ein Jugendradiosender[5]
- Bavarian Open Source, eine Musikdownloadplattform[6]